# バレチン
バレチンまたはバレッチン(Barettin)は、トリプトファンの脱水素化臭素誘導体がが2つのペプチド結合でアルギニン残基と結合し、2,5-ジケトピペラジン核を形成したアルカロイドである。環状ジペプチドに分類される。
深海の海綿Geodia barrettiの主成分である。1986年にウプサラ大学のGoran Lidgren、Lars Bohlin、Jan Bergmanによって初めて単離されたが、正しい構造が決定されたのは、2002年だった。オリジナルの論文の著者が、綴りを間違えたため、学名とは異なり、1つの'r'で綴られる。

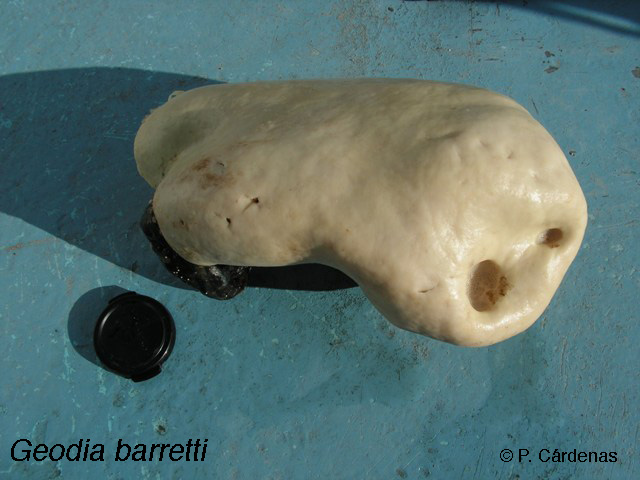
海綿Geodia barretti

バレチンは、抗酸化作用や抗炎症作用を持ち、免疫系に影響する病気、炎症に由来する病気の治療に利用できる可能性があると考えられている。アテローム性動脈硬化は、バレチンの抗炎症作用により予防できる可能性がある。炎症に対するバレチンの作用は、receptor-interacting serine/threonine kinase 2 (RIPK2)とcalcium/calmodulin-dependent protein kinase 1α (CAMK1α)の2つのプロテインキナーゼを阻害によるものであると考えられている。